# 雪莉·奈特
雪莉·奈特（英語：Shirley Knight，1936年7月5日—2020年4月22日），女，美国演員。她曾出演超過50部電影、電視電影、電視劇、以及百老匯和非百老匯作品。她是演員工作室的會員。
奈特曾以《樓梯頂上的黑暗》和《愛君風流》兩度提名奧斯卡最佳女配角獎。1960年代，她主演了多部好萊塢電影，包括《奪魄勾魂》、《一屋女人》、《八個夢》、《偽造殺手》、《紅粉飄零》。她以英國電影《荷兰人》贏得沃爾庇杯最佳女演員獎。
1976年，她以《肯尼迪的孩子》贏得東尼獎。之後的幾年，她在多部電影飾演配角，包括《無盡的愛》、《愛在心裡口難開》、《YaYa私密日記》和《賴家宅男》。奈特在電視的演出獲得八項黃金時段艾美獎提名（贏得三項），並贏得一項金球獎。

## 生平

### 早年生活
奈特生於美國堪薩斯州格塞爾。父親诺埃尔·強森·奈特是產油公司經理，而母親則名為維珍尼亞·韦伯斯特。她年幼時住在堪薩斯州米切爾縣，並之後在堪薩斯州萊昂斯居住且完成高中。她11歲時開始學習作為歌劇家。
14歲時，她創作了篇短篇故事並刊登在國際雜誌上。奈特之後就讀菲利浦大學和威奇托州立大學。1959年，在就讀帕薩迪納戲劇學院之後，她開始了演藝生涯。她與傑夫·科里、艾爾溫·皮斯卡托、李·史特拉斯堡和烏塔·哈根在HB工作室訓練演技。

### 逝世
2020年4月22日在德克薩斯州聖馬科斯奈特在女兒凱特琳·霍普金斯的家中因自然原因去世。享年83歲。

## 家庭
奈特的第一任丈夫傑納·佩爾松是美國演員兼監製。两人1959年结婚，1969年離婚。她們育有一名女兒凱特琳·霍普金斯。
奈特的第二任丈夫約翰·霍普金斯是英國作家。两人1969年结婚，直到霍普金斯在1998年去世。她們育有一名孩子Sophie C. Hopkins，为小學教師。

## 外部鏈接
- 雪莉·奈特在互联网电影资料库（IMDb）上的資料（英文）
- 互联网外百老汇数据库（IOBDB）上雪莉·奈特的資料（英文）
- TCM电影资料库上雪莉·奈特的资料（英文）
- 在AllMovie上雪莉·奈特的頁面（英文）
- 雪莉·奈特 （页面存档备份，存于）在威斯康辛歷史協會的演員工作室音軌系列，1956-1969年
- TheaterMania.com （页面存档备份，存于）
- TalkMoviesWorld.com